# Das Tsugumi-Projekt
Das Tsugumi-Projekt (japanisch 虎鶫 とらつぐみ Tora Tsugumi) ist eine Manga-Serie von Mangaka ippatu, die ab 2019 erschien. Die dystopische Science-Fiction-Geschichte erschien erstmals in Frankreich, noch ehe sie in Japan herausgegeben wurde. Sie wurde unter anderem auch ins Deutsche übersetzt. 

## Inhalt
Um einer drohenden Todesstrafe zu entgehen, muss Léon seine Familie verlassen und wird auf eine gefährliche Mission geschickt: Er soll in das nun seit 200 Jahren von riesigen Monstern bevölkerte Japan reisen und dort eine schreckliche Waffe bergen, das Toratsugumi. Es soll die Ursache für die atomare Verseuchung Japans und die Monster sein. Es wird jedoch nicht erwartet, das er oder seine Kameraden die Mission überleben. Schon der Beginn der Mission geht schief, als ihr Flugzeug über Tokio abstürzt. Léon ist nun auf sich allein gestellt. Das frühere Mitglied einer Eliteeinheit der europäischen Armee ist zwar gut dafür ausgebildet, doch die Umgebung ist ihm fremd und gefährlich und er immer noch gefesselt. Als Monster ihn fressen wollen und dabei die Fesseln zerstören, wird er gerade noch rechtzeitig von einem vogelbeinigen Mädchen und einem Mantikor gerettet. Als er sie nach einiger Zeit erneut trifft, stellt sie sich ihm als Tsugumi vor. Ihr Gefährte heißt Tora.

## Veröffentlichung
Die Serie des japanischen Künstlers ippatu erschien ab 4. Juli 2019 zunächst beim Verlag Éditions Ki-oon in Frankreich in Taschenbüchern. Am 25. Januar 2021 startete dann eine Veröffentlichung in einzelnen Kapiteln im Young Magazine bei Kodansha in Japan. In Frankreich waren bis dahin bereits drei Bände erschienen. Auch Kodansha veröffentlichte den Manga nun in Sammelbänden. Das letzte Kapitel erschien erstmals am 25. September 2023 im Young Magazine und der siebte und letzte Band am 6. November 2023 in Japan.
Eine deutsche Übersetzung von Doreaux Zwetkow wurde von November 2022 bis Juli 2024 vollständig bei Altraverse veröffentlicht. Außerdem erschien die Serie auf Englisch beim amerikanischen Ableger von Kodansha und auf Italienisch bei J-Pop.